# Zinha Vaz
Francisca Maria Monteira e Silva Vaz Turpin, mieux connue sous le nom Zinha Vaz, née le 4 octobre 1952, est une femme politique bissau-guinéenne , une militante pour les droits des femmes et une militante pour la démocratie. Elle a été membre de l'Assemblée nationale populaire sur plusieurs législatures. En 1999, elle a servi pendant une brève période en tant que maire de la capitale Bissau. Elle a été emprisonnée pour des raisons politiques pendant trois ans au cours des années 1970, et à nouveau en 2003 pendant plusieurs jours. Au début des années 2010, elle a été ambassadrice de son pays, jusqu’à l’âge de 60 ans où elle a pris sa retraite. Mais elle a accepté encore, quelques années plus tard de servir comme commissaire du pavillon de la Guinée-Bissau à l’exposition universelle de 2015 à Milan. 

## Biographie

### Premiers pas
Zinha Vaz est née le 4 octobre 1952 dans la capitale, Bissau, dans un pays qui est encore à l’époque une colonie portugaise. Elle effectue une partie de sa formation au  Portugal, intercalant entre ses années de formations supérieures des périodes de travail. Elle reçoit ainsi en 1975 un diplôme en pédagogie à  l'Instituto Superior de Ciências Educativas, travaille  comme enseignante de 1975 à 1980 en Guinée-Bissau, puis reprend  des études en sociologie à l'Instituto Superior de Ciências do Trabalho e da Empresa (ISCTE), à Lisbonne, jusqu'en 1984. De retour en Guinée-Bissau, elle travaille pour la compagnie nationale de gaz et de pétrole DICOL comme trésorière, cheffe de personnel et directrice de l'administration.

### Implication dans la vie politique
À la suite de l’obtention de l'indépendance de la Guinée-Bissau en 1974, Zinha Vaz se montre critique sur le système de parti unique mis en place par le Parti Africain pour l'Indépendance de la Guinée et du Cap-Vert (PAIGC), le parti au pouvoir. Pendant les mandats du Président  Luís Cabral, elle est  emprisonnée entre 1977 et 1980. En 1980, le premier ministre et ancien commandant des forces armées, João Bernardo Vieira,  dit « Nino Vieira », s’empare du pouvoir par un coup d’État. Elle est libérée à l’occasion de ce changement brutal à la tête du pays. Après sa sortie de prison, Zinha Vaz n’arrête pas pour autant son militantisme politique, plaidant pour plus de démocratie. Les soubresauts politiques se multiplient. En 1986, six hauts responsables politiques, dont le premier vice-président et ministre de la Justice Paulo Correira et l'ancien procureur général Viriato Pã, sont exécutés, accusés d'avoir tenté un coup d'État. Face au durcissement du régime, un nouveau parti se constitue, la Resistência da Guinée-Bissau - Movimento Bafatá  (RGB-MB) [Résistance de la Guinée-Bissau-Bafatá Mouvement], dont Zinha Vaz est une des fondatrices,. Elle fonde également quelques années plus tard, en 1992, une association visant à renforcer le rôle des femmes dans l'activité économique (qu'elle préside jusqu'en 2002).

### Animation du mouvement RGB-MB
En 1994, sous la pression internationale, de premières élections multipartites sont organisées. Mille cent trente-six candidats briguent cent sièges de député. Elle est élue membre de l'Assemblée nationale populaire pour le RGB-MB. Ce RGB-MB devient  parti d'opposition le plus significatif au parlement, avec 19 des 100 sièges. Deux des membres de sa famille obtiennent également des sièges pour le RGB-MB, son frère Fernando Vaz et un cousin Hélder Vaz Lopes. En tant que membre du parlement, Zinha Vaz se concentre sur la lutte contre la corruption et l'abus de pouvoir par les responsables gouvernementaux. Elle tente également de promouvoir le rôle des femmes dans la société guinéenne. Quelques années plus tard, elle tente une  médiation entre le Président João Bernardo Vieira et le général de brigade Ansumane Mané dans la guerre civile entre 1998 et 1999.
En avril 1999, Zinha Vaz est nommée maire de la  Bissau. Sa nomination au poste de maire entraîne des tensions dans la ville de Bissau, car on s'attendait à ce que le secrétaire général du PAIGC, Paulo Medina, ancien maire, obtienne à nouveau le poste. Paul  Medina force même une entrée  des bâtiments de la mairie pour récupérer des documents.  Zinha Vaz trouve l'hôtel de ville en état de chaos, avec les climatiseurs pris par son prédécesseur, les salaires non payés depuis un an et les caisses vides. Comme la municipalité n'a pas d'ordinateurs, ni les fonds pour les acheter, Zinha Vaz demande à  l'UNICEF si elle peut obtenir de vieux ordinateurs. Puis elle s’efforce  d'améliorer le système de collecte des ordures dans la ville afin de diminuer les risques d'une épidémie de choléra.
Le 28 novembre 1999, elle est réélue à l' Assemblée nationale populaire, et abandonne son poste de maire. Kumba Ialá, nouveau leader de l’opposition, est élu président du pays à l’issue de deux tours d’élection présidentielle qualifiée de transparente par les observateurs. Un gouvernement de coalition sous la présidence du Premier Ministre Caetano N'Tchama est mis en place en 2000 avec l'aide du RGB-MB.  Zinha Vaz est nommée conseiller présidentiel pour la politique et les affaires diplomatiques. Cependant, ce gouvernement de coalition saute un an plus tard à la suite d'une mention de défiance votée à l'Assemblée nationale populaire. Les cinq membres du cabinet issus du RGB-MB se retirent, y compris son cousin Hélder Vaz Lopes (Ministre de l'Économie et du Développement Régional) et son frère Fernando Vaz (Secrétaire d'État aux Transports).
Le 12 février 2003, Zinha Vaz est arrêtée et détenue dans un poste de police de  la Segunda Esquadra, bien qu'elle soit membre de l'Assemblée populaire Nationale, et protégée théoriquement par son immunité de député. Cette arrestation fait suite à des échanges avec le Président Kumba Ialá concernant le rôle de son père, João Vaz, dans le mouvement nationaliste bissau-guinéen, mais aussi le rôle de Kumba Ialá en 1986, lors de l'excécution par Nino Vieira de plusieurs hauts responsables politiques. Zinha Vaz est libérée de prison deux jours après son arrestation. Et le 1er juillet 2003, Kumbar Ialá annonce qu'il la nomme ministre des Affaires Étrangères. Mais elle pose de telles conditions à cette nomination qu'il revient sur sa décision deux jours plus tard,.

### Animation de l'Union patriotique guinéenne
En 2004 à la suite de l'effondrement du RGB-MB, Zinha Vaz fonde un nouveau parti, l'Union patriotique guinéenne.  L'Union Patriotique Guinéenne est le premier parti en Guinée-Bissau fondé par une femme. Il ne participe pas  aux élections Présidentielles de 2005, mais soutient le candidat Malam Bacai Sanhá. Celui-ci perd toutefois contre l'ancien Président João Bernardo Vieira qui revient aux affaires et rentre en fonction en octobre 2005 L'Union patriotique guinéenne participe aux  élections législatives de 2008 , mais obtient des résultats médiocres. Le 2 mars 2009, nouveau soubresaut politique, le président Vieira  est assassiné. Des élections présidentielles  sont organisées auxquelles Zinha Vaz se présente. Elle termine neuvième des onze candidats.
Zinha Vaz devient ultérieurement ambassadrice de son pays en Gambie, jusqu'au 6 novembre 2012. Elle accepte quelques années plus tard d’être la commissaire du pavillon de la Guinée-Bissau à l’Exposition universelle de 2015 à Milan, un pavillon mis en place avec l’aide de l’Italie et de l’Angola,.